# Марк Атилий Метилий Брадуа
Марк Атилий Метилий Брадуа (на латински: Marcus Atilius Metilius Bradua) е сенатор на Римската империя през края на 1 и началото на 2 век.

## Биография
Произлиза от фамилията Атилии от Цизалпийска Галия. Баща му, Марк Атилий Постум Брадуа, е проконсул на провинция Азия по времето на император Домициан (81 – 96). Неговият чичо по майчина линия е британският управител Публий Метилий Сабин Непот (суфектконсул 91 г.).
Брадуа първо е квестор, претор и военен трибун. През 108 г. става консул заедно с Апий Аний Требоний Гал. След това служи като понтифекс максимус. През 115 – 118 г. е управител на Британия. След това е управител на Долна Германия и Горна Германия. През 122 – 123 г. Брадуа е проконсул на провинция Африка.

## Фамилия
Брадуа се жени за Кавцидия Тертула и е баща на:
- Марк Атилий Метилий Брадуа Кавцидий Тертул Бас, проконсул на провинция Африка по времето на Антонин Пий (138 – 161).
- Атилия Кавцидия Тертула, която се омъжва за Апий Аний Требоний Гал (консул 139 г.), син на консулския му колега.

Вероятно има още един син, управителят на Долна Мизия (169 – 170 г.), Публий Вигелий Рай Плаврий Сатурнин Атилий Брадуан Кавцидий Тертул.